# Kalle Svensson
Pour les articles homonymes, voir Svensson.
Karl-Oskar Svensson, dit Kalle Svensson, né le 11 novembre 1925 dans le comté de Scanie et mort le 15 juillet 2000 à Helsingborg, est un footballeur suédois évoluant au poste de gardien de but.
Il est notamment finaliste de la Coupe du monde de 1958 avec l'équipe de Suède.

## Biographie

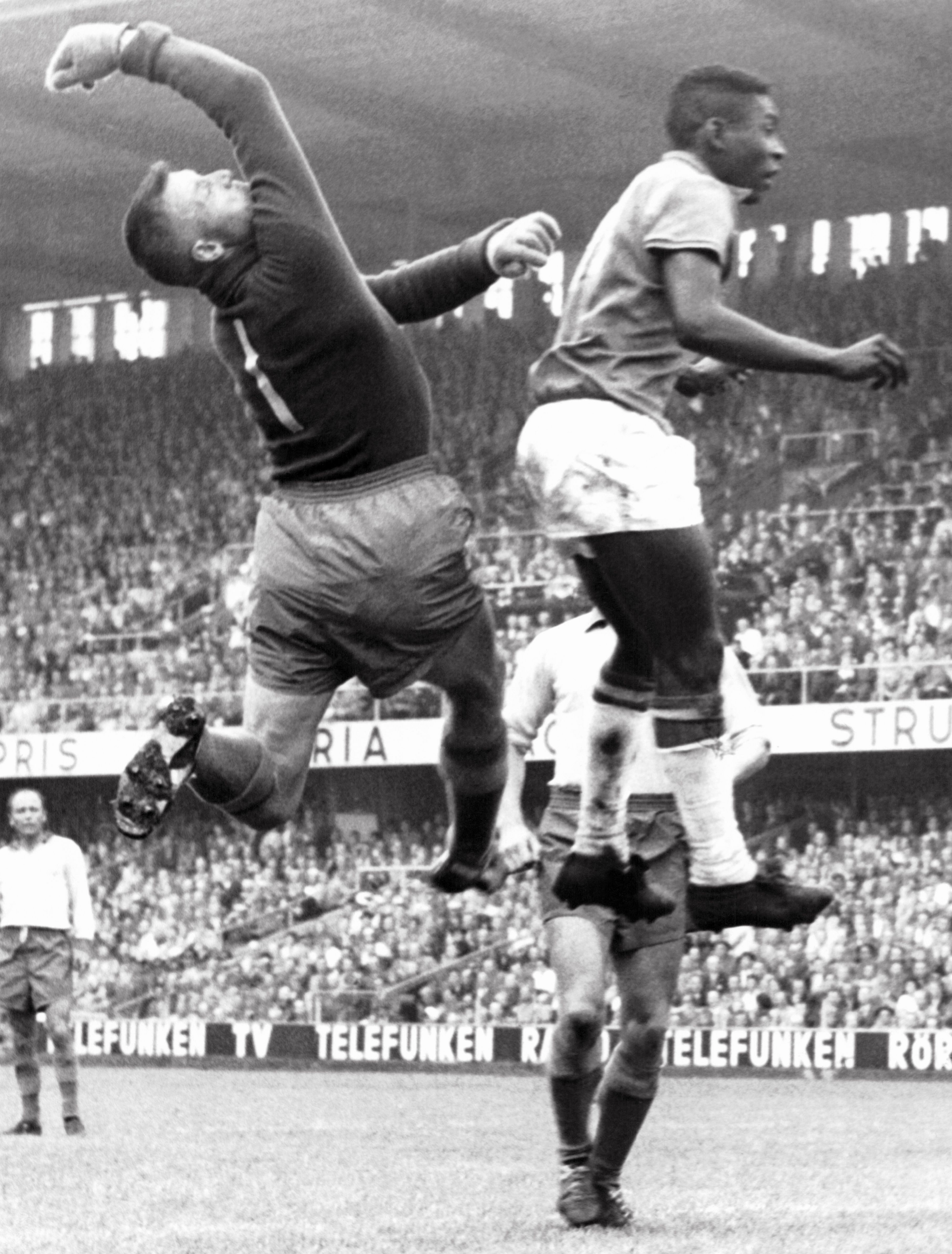
Svensson face à Pelé, en 1958.

Avec 73 matchs en équipe nationale, il faisait partie des meilleurs gardiens du monde durant les années 1950.

## Parcours détaillé en clubs
- Kullavägens BK (1940–1943)
- Helsingborgs IF (1943–1959)
- Gunnarstorps IF (1959–1961)
- Helsingborgs IF (1961–1962)

## Palmarès

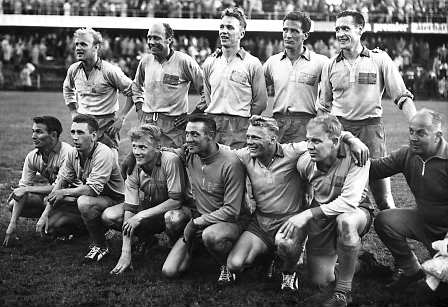
Svensson accroupi au centre et en foncé, en finale de la coupe du monde 1958.

### Équipe nationale
- champion olympique en 1948 (gardien suppléant de Torsten Lindberg, il n'obtient pas la médaille);
- vice-champion du monde en 1958;
- troisième de la coupe du monde en 1950;
- troisième du tournoi olympique en 1952.

### Club (HIF)
- Vice-champion de Suède en 1949 et 1954 (troisième en 1950, 1952 et 1957);
- Finaliste de la Coupe de Suède en 1950.

## Distinction
- Guldbollen en 1952.